# مارسيلو ديمولينير
مارسيلو ديمولينير (بالبرتغالية: Marcelo Demoliner‏) مواليد 18 يناير 1989 في بورتو أليغري، هو لاعب كرة مضرب برازيلي. حصل على الوصافة في بطولة كيتو المفتوحة في سنة 2016 في فئة الزوجي مع شريكه توماز بيلوتشي. أعلى ترتيب في تصنيف الفردي حققه كان 232.

## روابط خارجية
- مارسيلو ديمولينير على موقع رابطة محترفي التنس (الإنجليزية)
- مارسيلو ديمولينير على موقع الاتحاد الدولي لكرة المضرب (الإنجليزية)
- مارسيلو ديمولينير على موقع كأس ديفيز (الإنجليزية)
- مارسيلو ديمولينير على موقع خلاصة التنس.كوم (الإنجليزية)
- مارسيلو ديمولينير على موقع إي إس بي إن.كوم (الإنجليزية)
- مارسيلو ديمولينير على موقع أوليمبيديا (الإنجليزية)